# Coriolan (tragedie)

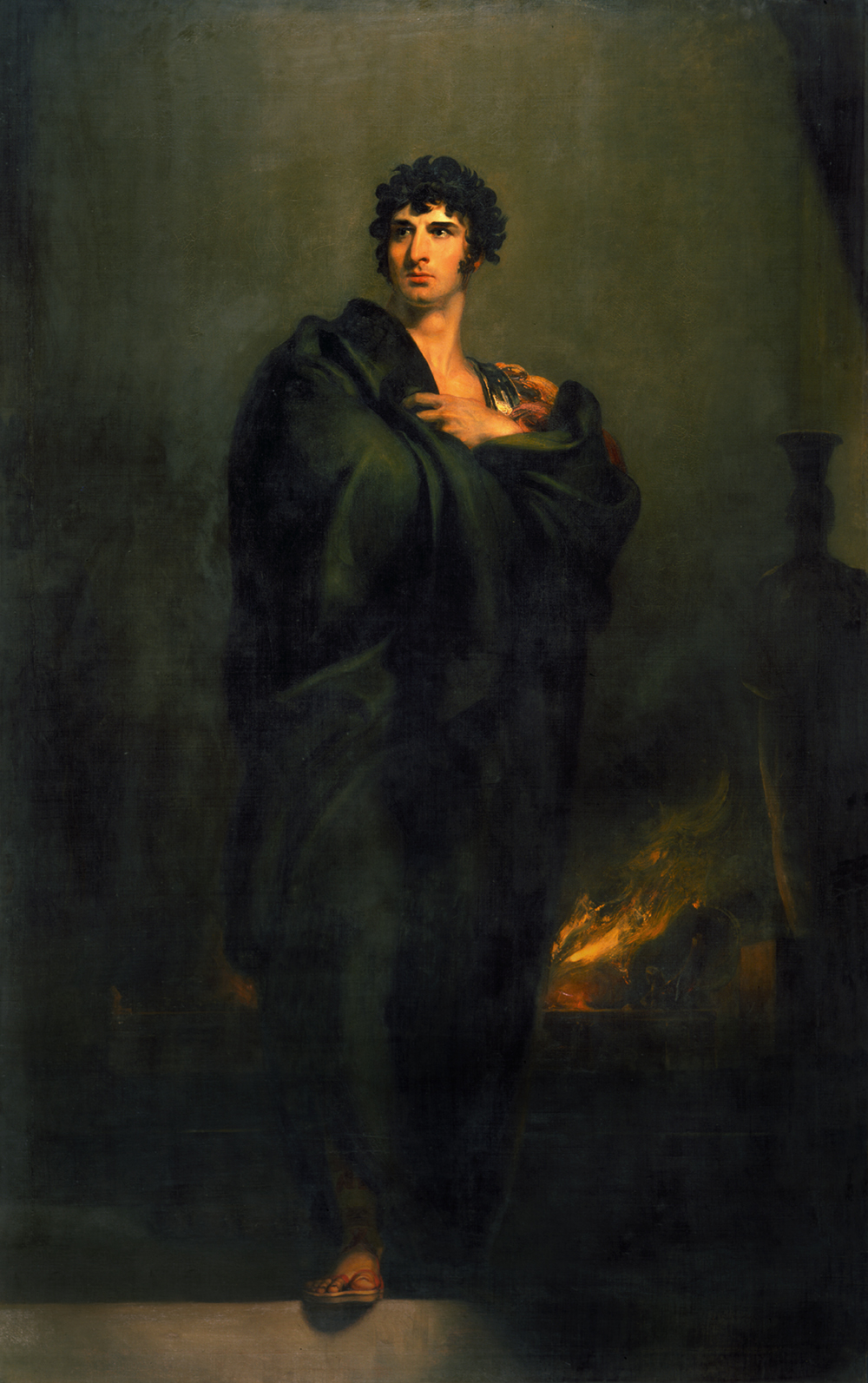
Actorul shakespearian John Philip Kemble în rolul lui Coriolan in piesa omonimă, Coriolanus de William Shakespeare, pictură de Thomas Lawrence (1798)

 Coriolan  (în original, Coriolanus (/kɒriəˈleɪnəs/ or /-ˈlɑː-/) este o tragedie scrisă de William Shakespeare, cel mai probail între 1605 și 1608. Piesa este inspirată din viața generalului Gaius Marcius Coriolanus (sau Gnaeus Marcius Coriolanus), un cunoscut conducător militar roman care a trăit în secolul al V-lea î.Hr..
Este interesant de remarcat că Marele Bard a lucrat la această piesă în aceeași perioadă de timp cât a lucrat și o altă dramă istorică, Antoniu și Cleopatra, care au devenit simultan și ultimele sale tragedii. Ambele piese se regăsesc publicate, pentru prima dată într-un imprint tipografic, doar în prima ediție cumulată a operelor shakespeareane, First Folio, apărută în 1623, la șapte ani după moartea dramaturgului, considerat adesea, cel mai mare scriitor de limbă engleză.
Ambele piese se găsesc în secțiunea a treia a reputatei First Folio, în secțiunea tragediilor. Piesa Coriolan este pe poziția a 26-a (sau T 26), iar Antoniu și Cleopatra este pe poziția a 35-a (sau T 35), penultima din cele 36 de piese, cât are ediția, atunci considerate simultan a acoperi întreaga întindere dramaturgică a celebrului nativ al orășelului Stratford-upon-Avon.
Coriolanus este numele dat unui anumit general roman după celebrele sale victorii militare împotriva Volscianilor la Corioli. În urma succesului său și a renumelui câștigat cu acea ocazie, militarul roman vrea să devină om politic, aspirând la a fi consul. În ciuda priceperii sale militare și a renumelui câștigat, Gnaeus Marcius se dovedește a fi un om lipsit de calitățile unui lider politic, precum și un individ sfidător, elitist și răzbunător . Afișând clar disprețul său față de plebei, dar și manifestând o ostilitate limpede față de tribuni, care se dovedește apoi a fi reciprocă, Coriolan este alungat din Roma.
Aflat în exil, generalul încearcă să se răzbune pe cetățenii Romei, care îl alungaseră. Se prezintă volscilor, deci foștilor săi învinși, pe care îi conduce împotriva Romei. Fiind foarte priceput militar, volscii primează, iar romanii doresc pace. În final, Coriolan acceptă o pace cu Roma, dar este ucis de aliații săi anteriori, volscii.

## Personaje
| - Caius Martius, supranumit Coriolan - Menenius Agrippa, Senator al Romei - Cominius, Titus Lartius, generali - Volumnia, mama lui Coriolan - Virgilia, soția lui Coriolan - Tânărul Martius, fiul lui Coriolan - Valeria, o doamna din Roma - Sicinius Velutus, Junius Brutus, tribuni ai Romei - Cetățeni ai Romei | - Soldați în armata Romană - Tullus Aufidius, general al armatei Volsciane - Locotenentul lui Aufidius - Servitorul lui Aufidius - Conspiratori aliați cu Aufidius - Lorzi Volsciani - Volscian - O doamnă, un portar, nobili și senatori Romani și Volsciani, capitani în armata romană, ofițeri, funcționari |

## Rezumat

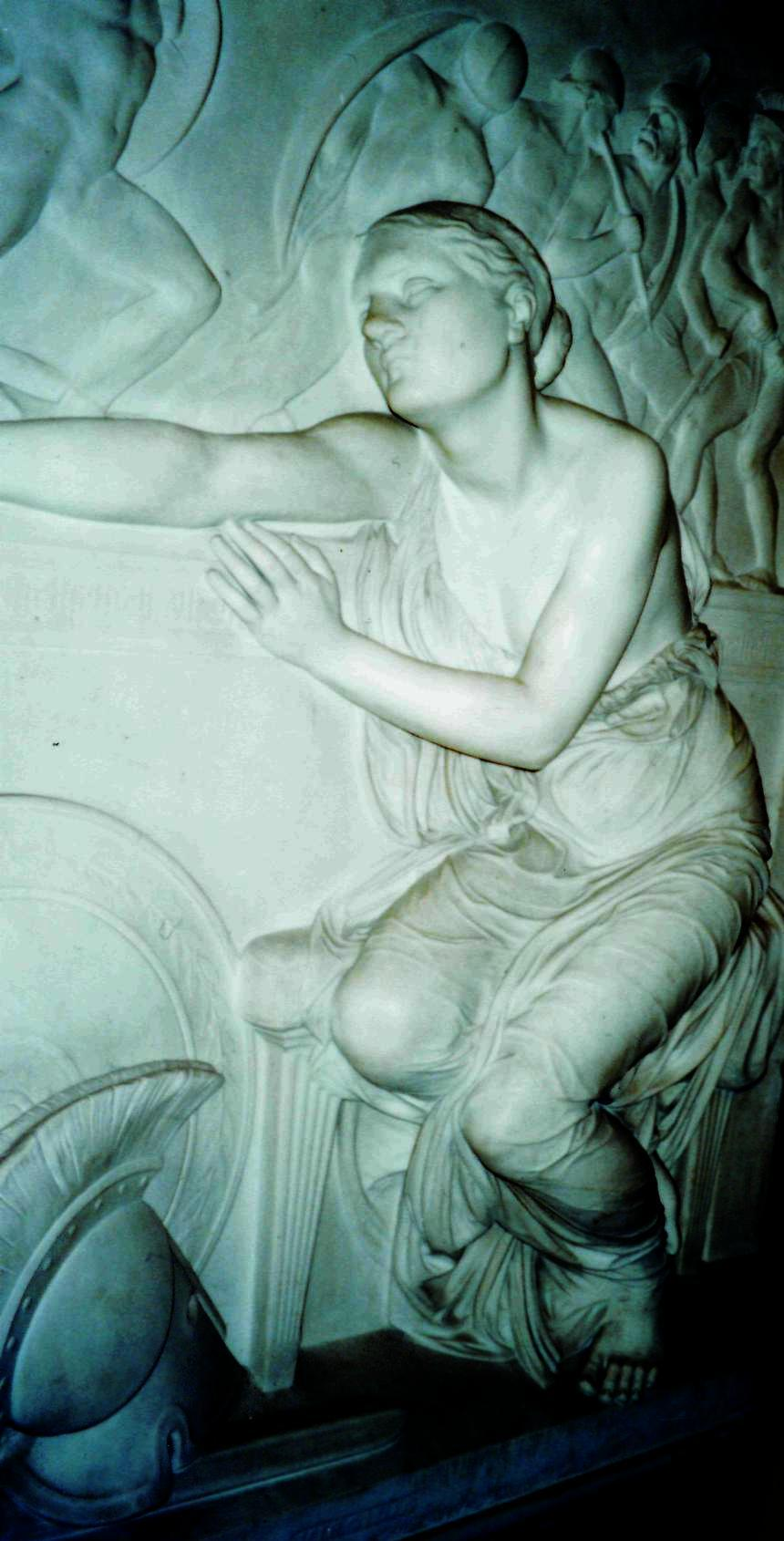
"Virgilia jelind plecarea lui Coriolan" de Thomas Woolner

Acțiunea tragediei debutează la Roma la scurt timp după expulzarea regilor  Tarquin, prezentând revoltele  populare împotriva generalului Caius Martius, care ordonase confiscarea rezervelor de grâne de la cetățenii Romei. Protestatarii întâlnesc un  patrician numit Menenius Agripa, precum și pe Caius Martius însuși. Menenius încearcă să calmeze protestatarii, în timp ce Martius este disprețuitor și spune că plebeii nu au fost vrednici de cereale, din cauza lipsei lor la serviciul militar.  Doi dintre tribunii Romei, Brutus și Sicinius, denunță atitudinea lui Martius. Acesta părăsește Roma după ce află că o armată Volsciană este pe teren.
Comandantul armatei Volsciane, Tullus Aufidius, s-a luptat cu Martius în mai multe rânduri și îl consideră un inamic sângeros. Armata Romană este condusă de Cominius, avându-l pe Martius ca adjunct. În timp ce Cominius iși conduce soldații împotriva lui Aufidius, Martius conduce un atac împotriva orașului Volscian Corioles. Asediul Corioles este initiat fără succes, dar Martius reușește până la urmă să deschidă porțile orașului și romanii îl cuceresc. Chiar daca Martius este epuizat de luptă, el mărșăluiește în forță să se alăture lui Cominius în lupta cu armata Volsciană. Martius și Aufidius se întâlnesc în luptă singuri, iar lupta dintre ei se încheie numai atunci când soldații lui Aufidius își retrag comandantul din luptă.
În semn de recunoaștere a marelui său curaj, Cominius îi conferă lui Caius Martius numele de familie "Coriolanus". Când se vor întoarce la Roma, mama lui Coriolanus, Volumnia, își încurajează fiul să candideze pentru funcția de consul. Coriolanus ezită să facă acest lucru, dar până la urmă se supune dorinței mamei sale.  El câștigă fără efort sprijinul Senatului Roman și pare la prima vedere a câștiga și sprijinul cetățenilor simpli. Cu toate acestea, Brutus și Sicinius plănuiesc să anuleze candidatura lui Coriolanus și organizează o revoltă. Confruntat cu această opoziție, Coriolanus într-un moment de furie tună și fulgeră împotriva conceptului de democrație. El compară permiterea plebei de a avea putere asupra patricienilor, cu a lăsa "ciorile să ciugulească vulturii".  Cei doi tribuni îl acuză pe Coriolanus de trădare și ordonă să fie alungat.  Coriolanus raspunde că el este cel care vrea sa plece.
După ce a fost exilat din Roma, Coriolanus îl caută pe Aufidius în capitala Volsciană Antium și se oferă să se lase omorât de Aufidius, în scopul de a se răzbuna pe țara care l-a alungat. Mișcat de situație și onorat să lupte alături de marele general, Aufidius și superiorii săi îl îmbrățișează pe Coriolanus și îi permit să conducă un nou asalt asupra Romei.
Roma, în panică, încearcă cu disperare să-l convingă pe Coriolanus să oprească cruciada lui de răzbunare, dar atât Cominius cât și Menenius dau greș. În cele din urmă, Volumnia este trimis să se întâlnească cu fiul ei, împreună cu Virgilia Coriolanus și copilul lor, insoțiți de o doamnă Valeria Casta. Volumnia reușește în descurajarea fiul ei de a distruge Roma, și Coriolanus încheie în schimb, un tratat de pace între Volsciani și romani. Când Coriolanus se întoarce în capitala Volsciană, conspiratori organizați de Aufidius îl omoară pentru trădarea lui.

## Sursă

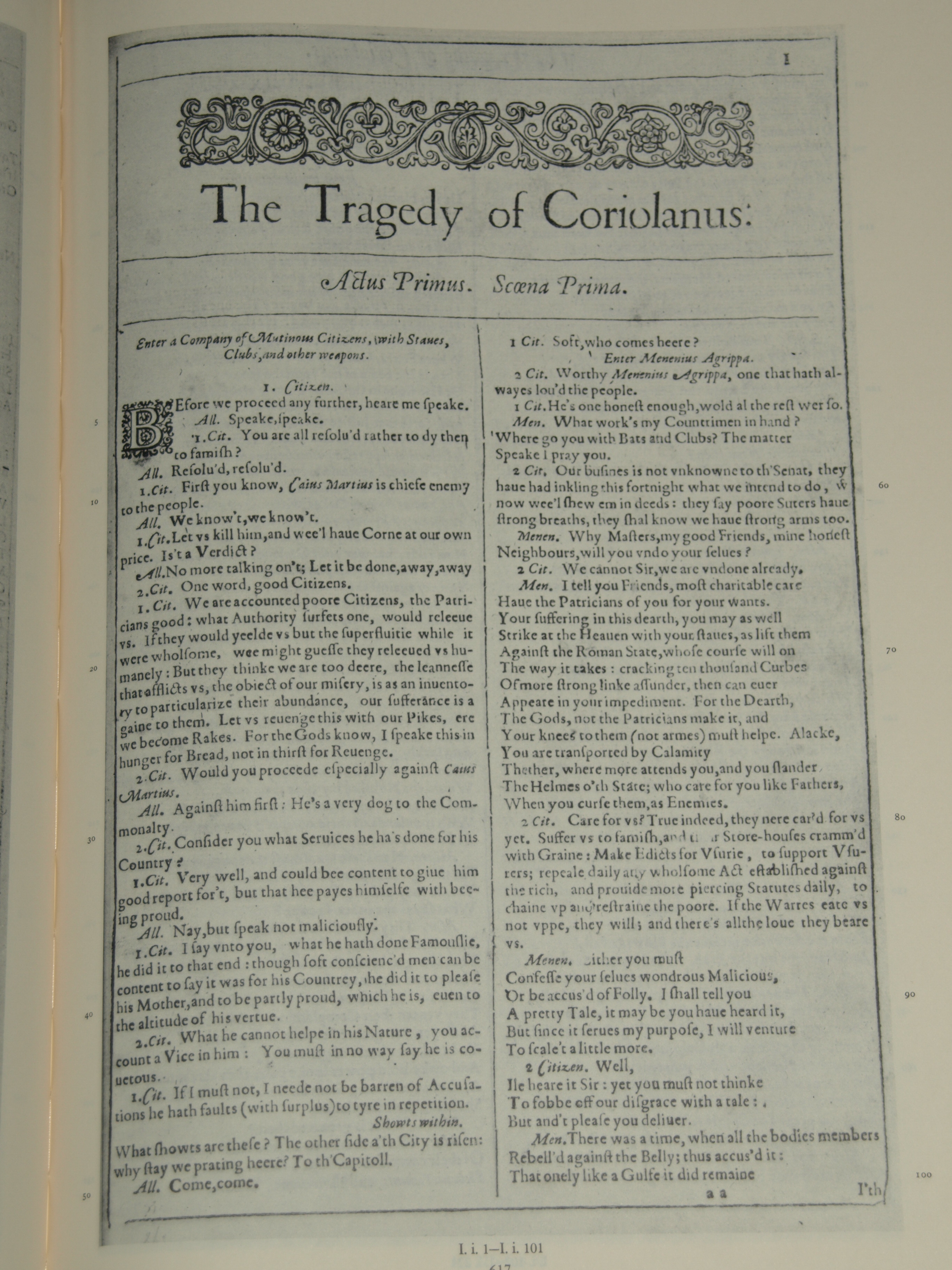
Facsimil al primei pagini al tragediei Coriolan din First Folio, publicată în anul 1623

Coriolanus se bazează în mare parte pe "Viața lui Coriolanus", așa cum este descrisă de Thomas de Nord în "traducerea lui din Plutarh a  Nobili greci și romani (1579). Formularea discursului lui Menenius despre corpul politic este derivată din William Camden's Remains (1605).
Alte surse au fost sugerate, dar sunt mai puțin sigure. Shakespeare putea să folosească opera Ab Urbe condita a lui Titus Livius în traducerea lui Philemon Holland și, eventual, rezumatul din Livius al lui Lucius Annaeus Florus; ambele erau utilizate în mod obișnuit în școlile elisabetane. Comentariile lui Machiavelli ale scrierii lui Titus Livius erau disponibile în traduceri manuscrise, și ar putea să fi fost folosite de Shakespeare.